# 꽃장포

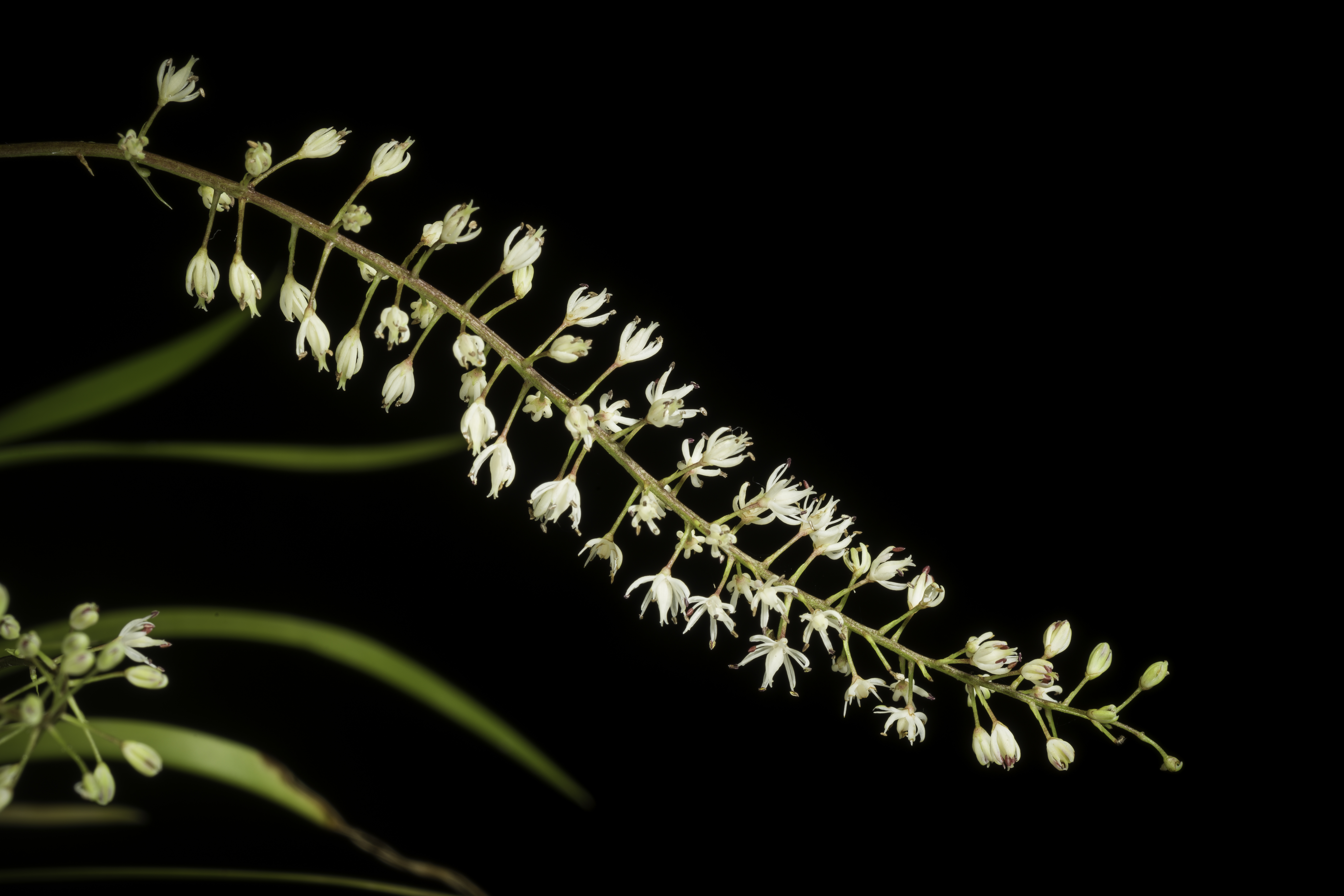

꽃장포(-菖蒲)는 꽃장포과의 여러해살이풀이다.

## 분포
주로 한국 북부지방에 분포하는 여러해살이풀로 꽃바위창포라고도 한다.

## 특징
습기가 있는 바위 곁에 붙어서 자란다. 높이는 14-30cm이고, 땅속 줄기가 짧다. 잎은 길이 5-20cm로 선형이고, 2줄로 배열되어 서로 싸안으며, 3-7맥이 있다. 꽃은 총상꽃차례로 7-8월에 백색으로 피는데, 꽃차례의 길이는 3-6cm 이고 포는 피침형이다. 작은포는 바로 꽃 밑에 있는데 3개로 갈라지고, 6개의 꽃받침조각은 선상 장타원형이다. 수술은 6개이고, 꽃밥은 갈색 또는 자주색이며, 암술대는 3개이다. 열매는 삭과로 난형이며, 씨는 장타원형으로 털이 없다.